# Lezioni di volo (Wrongonyou)
Lezioni di volo è un singolo del cantante italiano Wrongonyou, pubblicato il 1º dicembre 2020 sotto etichetta Carosello Records. Il brano ha concorso al 71º Festival di Sanremo nella categoria Nuove Proposte arrivando in finale e vincendo il premio della critica Mia Martini.

## Classifiche
| Classifica (2021) | Posizione massima |
| ----------------- | ----------------- |
| Italia            | 66                |